# (36432) 2000 PQ12
2000 PQ12 (asteroide 36432) é um asteroide da cintura principal. Possui uma excentricidade de 0.23058970 e uma inclinação de 13.72738º.
Este asteroide foi descoberto no dia 3 de agosto de 2000 por LINEAR em Socorro.